# Voley Playa Madrid 2014-2015 (maschile)
Questa voce raccoglie le informazioni riguardanti il Voley Playa Madrid nelle competizioni ufficiali della stagione 2014-2015.

## Organigramma societario
Area direttiva
- Presidente: Felipe Pascual

Area tecnica
- Allenatore: Aitor Barreros
- Allenatore in seconda: Eduardo Sánchez

## Rosa
| N° | Nome               | Ruolo | Data di nascita  | Nazionalità sportiva |
| -- | ------------------ | ----- | ---------------- | -------------------- |
| 1  | José Luis Redondo  | P     | 29 agosto 1975   | Spagna               |
| 2  | Pablo Vidal        | S     | -                | Spagna               |
| 3  | Eduardo Sánchez    | P     | 16 dicembre 1974 | Spagna               |
| 5  | Blagovest Petrov   | S     | 4 febbraio 1985  | Bulgaria             |
| 6  | Javier Jiménez     | C     | 9 dicembre 1982  | Spagna               |
| 7  | Adrián Rodríguez   | S     | 13 luglio 1988   | Spagna               |
| 8  | Pablo De las Casas | S/O   | -                | Spagna               |
| 9  | Fernando Román     | S/O   | -                | Spagna               |
| 10 | Carlos Guerra      | L     | -                | Spagna               |
| 11 | Javier Yagüe       | S/O   | 3 settembre 1990 | Spagna               |
| 13 | Sergio Figueroa    | C     | -                | Spagna               |
| 15 | Diego Mahía        | S     | 20 aprile 1989   | Spagna               |
| 17 | Kefren Bravo       | L     | 8 settembre 1989 | Spagna               |
| 18 | Juan Villaescusa   | C     | -                | Spagna               |